# Patrizia Burul
Patrizia Burul (Trieste, 18 novembre 1967) è una doppiatrice e direttrice del doppiaggio italiana.

## Biografia
Ha iniziato a recitare in teatro prima di dedicarsi al doppiaggio. Dal 2005 al 2018 ha doppiato il personaggio di Abby Sciuto, interpretato da Pauley Perrette, nella serie NCIS - Unità anticrimine e in tutti i suoi spin-off derivati in cui il personaggio compare.

## Doppiaggio

### Cinema
- Regina King in Miss F.B.I. - Infiltrata speciale
- Aisha Tyler in Santa Clause è nei guai
- Vivica A. Fox in Kill Bill: Volume 1
- Anne Heche in Catfight - Botte da amiche
- Yasmin Lee in Una notte da leoni 2
- Ricki Lake in I dannati di Hollywood
- Julie Budd in Two Lovers
- Mariah Carey in Lo scapolo d'oro
- Sophie Okonedo in Piccoli affari sporchi
- Corinna Harfouch in Le particelle elementari
- Embeth Davidtz in Winged Creatures - Il giorno del destino
- Bridget Everett in Un disastro di ragazza
- Olga Merediz in Fata madrina cercasi
- Tiffany Haddish in Bad Boys: Ride or Die

### Serie televisive
- Pauley Perrette in JAG - Avvocati in divisa, NCIS - Unità anticrimine, NCIS: New Orleans, NCIS: Los Angeles
- Kari Matchett in E.R. - Medici in prima linea
- Merrin Dungey in Alias
- Michelle Gomez in Le terrificanti avventure di Sabrina
- Gina Ravera in The Closer
- Tawny Cypress in Unforgettable
- Karolina Wydra in True Blood
- Vanessa A. Williams in 9-1-1
- Sophina Brown in Scream
- Charlotte Des Georges in Family Business
- Sarah Woodward in Professor T.
- Günay Karacaoğlu in Love, Reason, Get Even
- Eugenia Ezquerdo de La Mata in La promessa

### Film d'animazione
- Regina Dahut in The Witcher: Le sirene degli abissi
- Regina del Regno dei Dessert in Yes! Pretty Cure 5 GoGo! - Buon compleanno carissima Nozomi

### Serie animate
- Zia Pig, Mamma Zebra e Mamma Asino in Peppa Pig
- Hawkmon in Digimon Adventure 02

### Videogiochi
- Computer in G-Force - Superspie in missione (2009)[3]
- Jin Sun-Kwon in F.3.A.R. (2011)[4]
- Capitano Dubois in Madagascar 3 (2012)[5]
- Charlotte Vargas in Knack (2013)[6], Knack II (2017)[7]
- Cere Junda in Star Wars Jedi: Fallen Order (2019),[8] Star Wars Jedi: Survivor (2023)[9]
- La dottoressa in Death Stranding 2: On the Beach (2025)[10]